# Haus Karađorđević

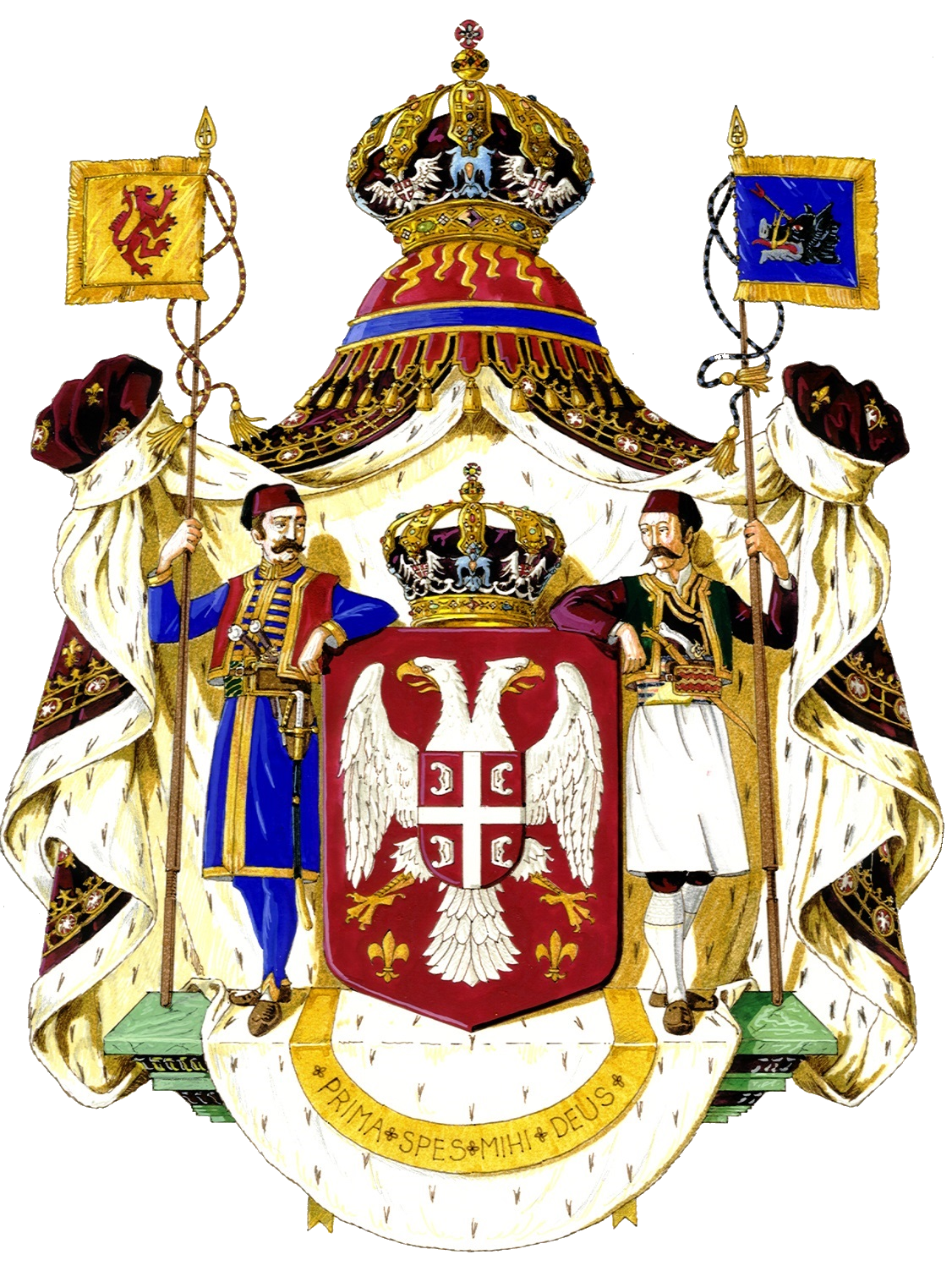
Wappen des Hauses Karađorđević

Das Haus Karađorđević (serbisch Карађорђевићи Karađorđevići, romanisiert Karadjordjevic und anglisiert Karageorgevitch) regierte in Serbien von 1804 bis 1813, von 1842 bis 1858 und von 1903 bis 1918 sowie von 1918 bis 1945 Jugoslawien, zeitweise abwechselnd und in Konkurrenz mit dem Haus Obrenović. Das jugoslawische Königshaus verlor den Thron, als 1945 die Kommunisten unter Josip Broz Tito an die Macht kamen.

## Geschichte

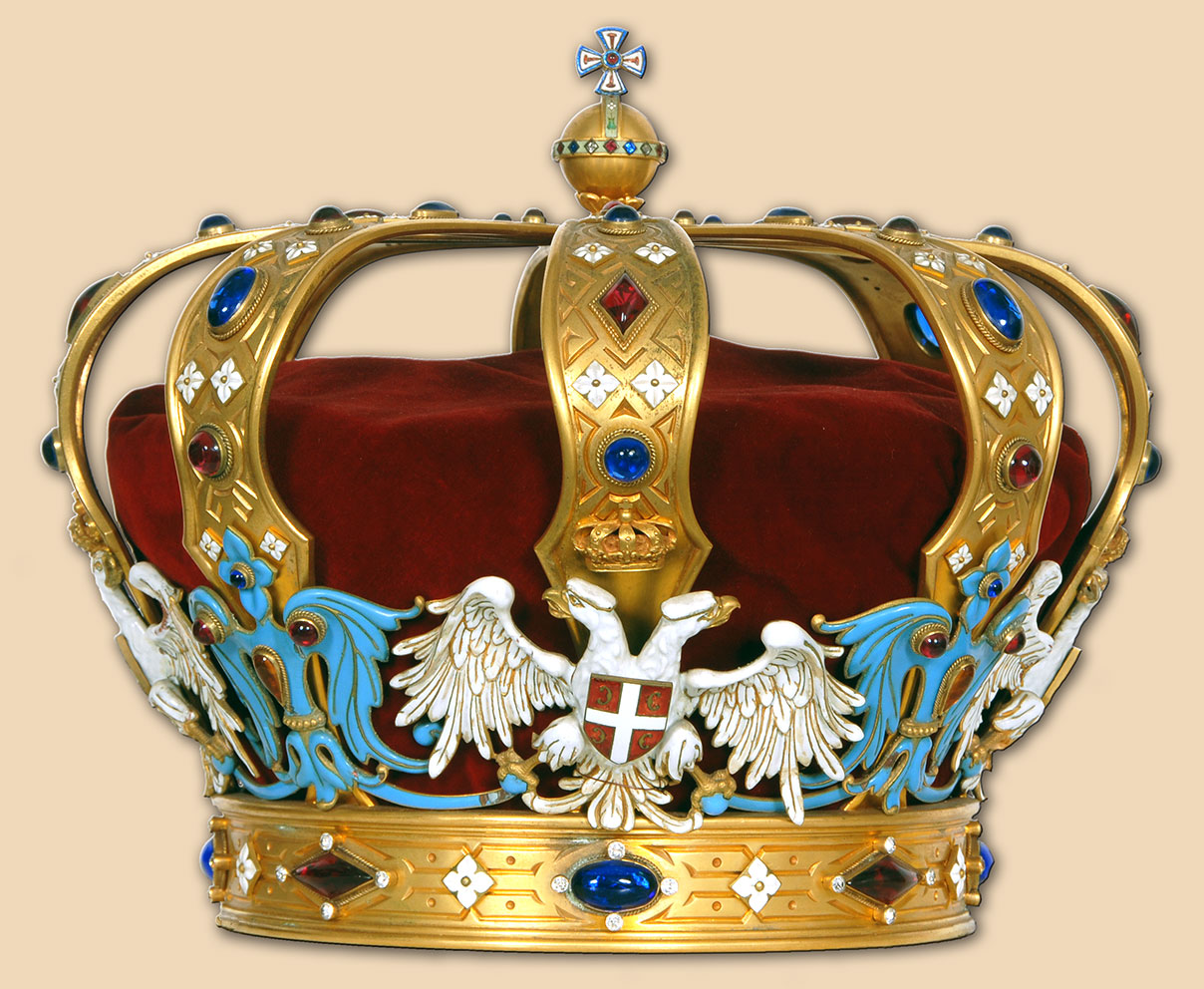
Die Königskrone des Hauses Karađorđević.

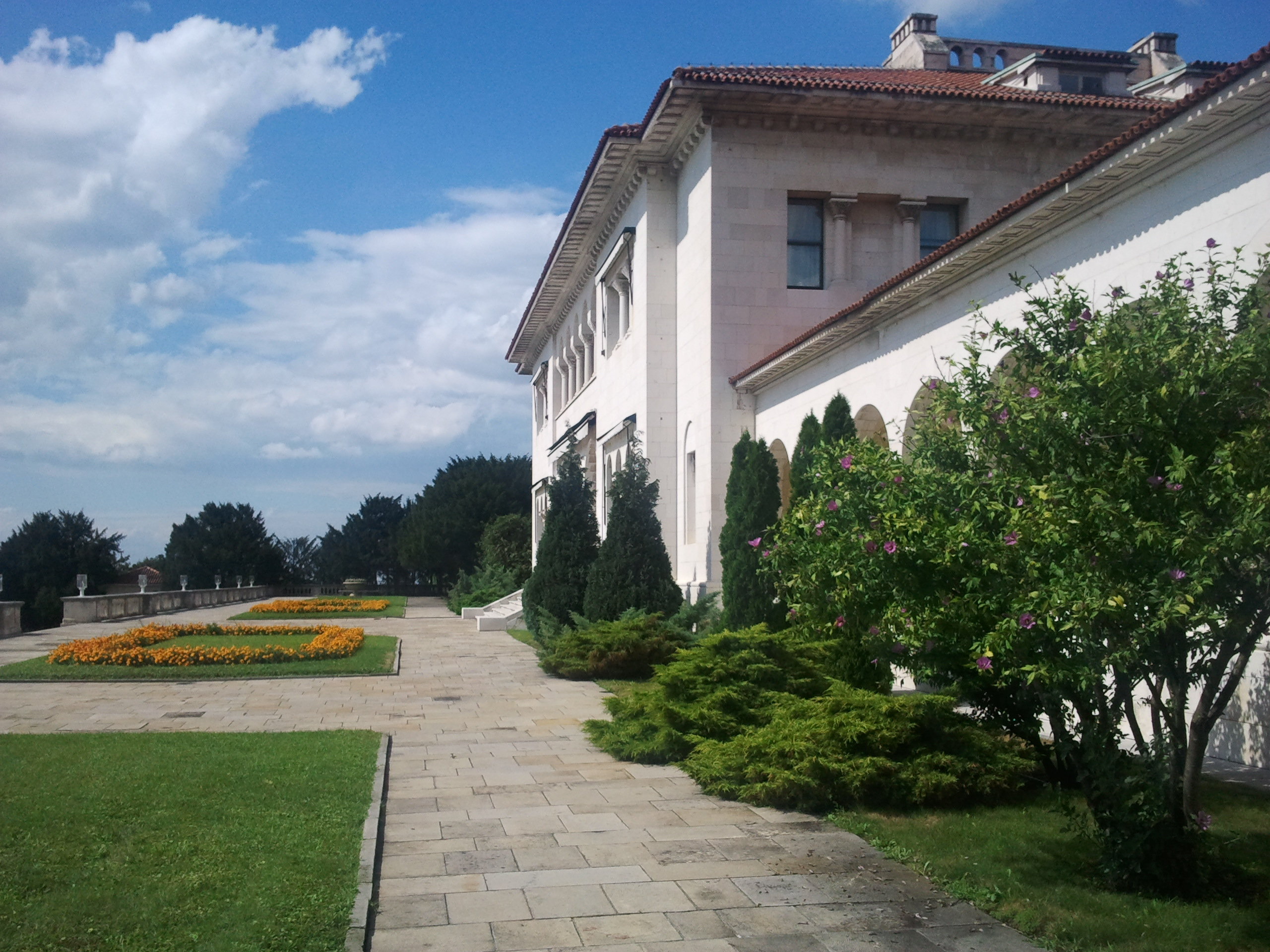
Königliches Schloss auf dem Dedinje in Belgrad.

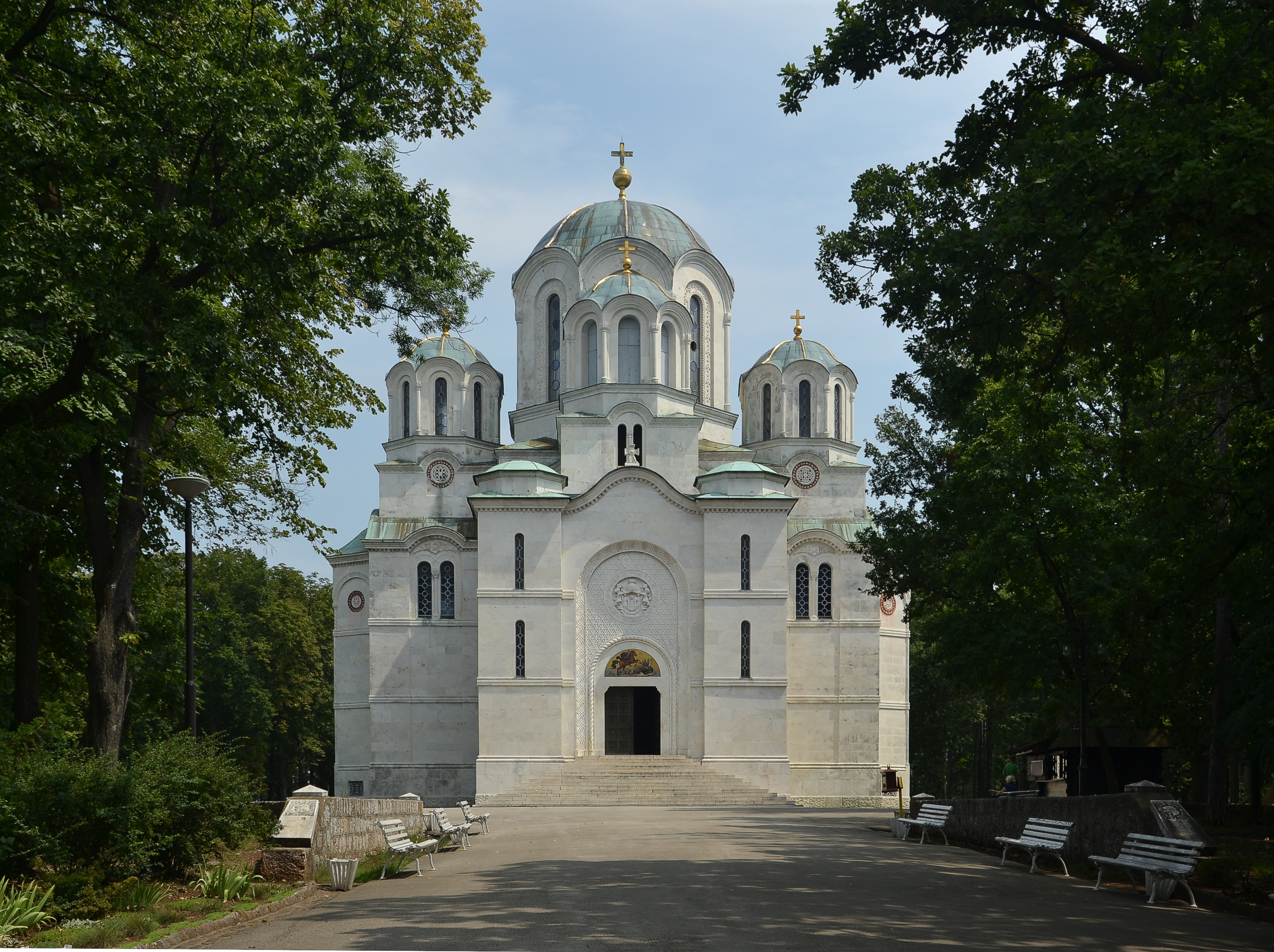
Kirche des Heiligen Georg in Oplenac, die Grablege des Hauses Karađorđević

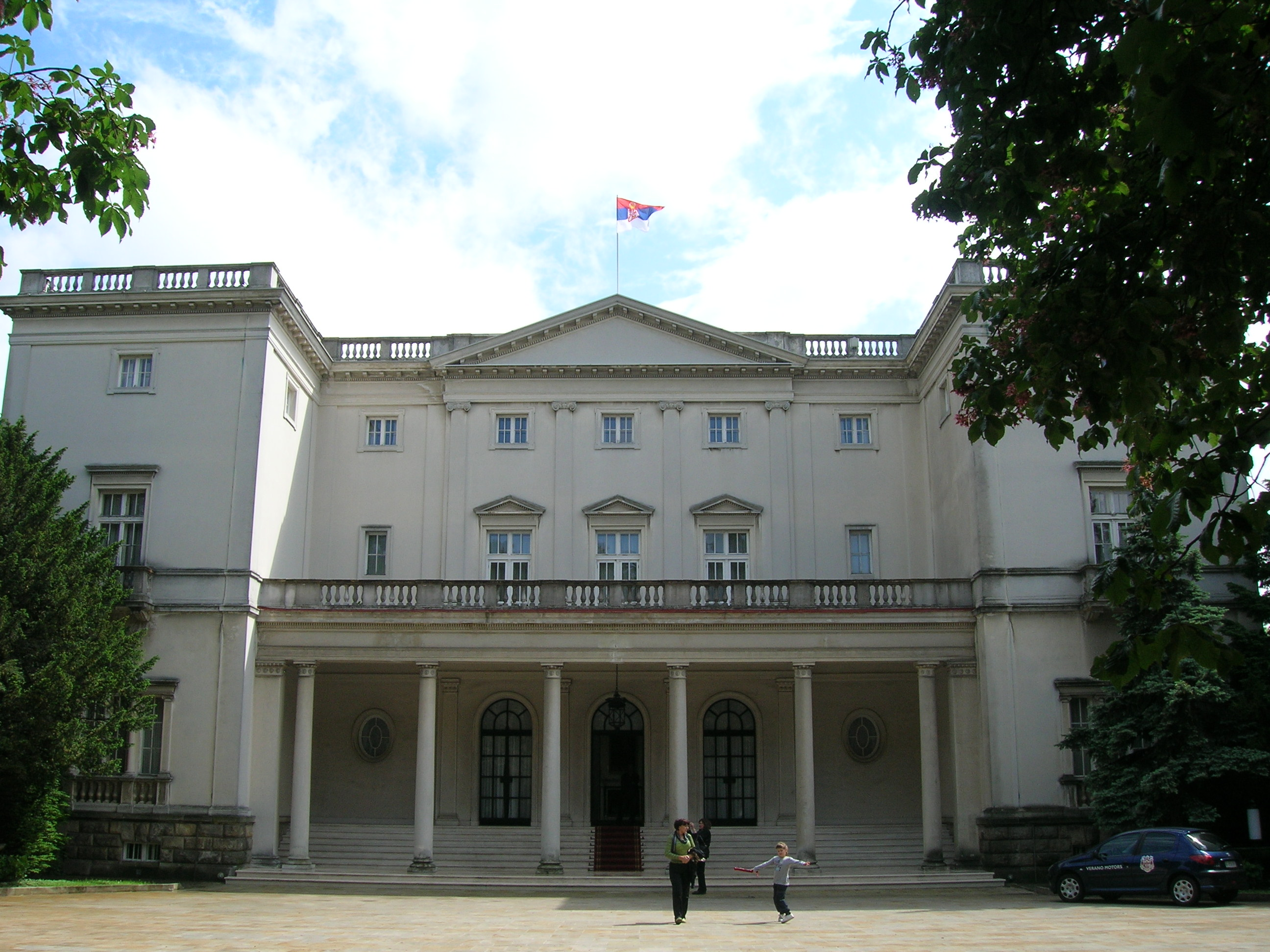
Schloss Beli Dvor in Belgrad.

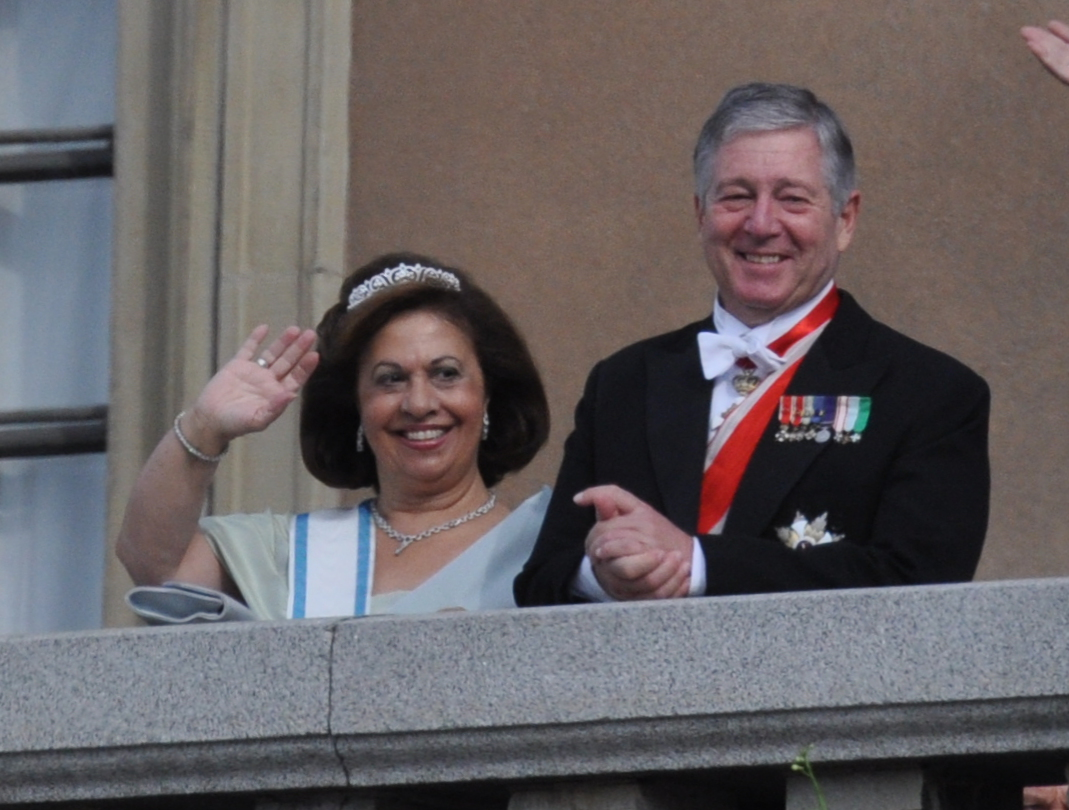
Alexander von Jugoslawien mit Frau Katharina.

Das Haus Karađorđević wurde von Đorđe Petrović gegründet, einem serbischen Kaufmann und Revolutionär. Im Ersten Serbischen Aufstand schaffte er es, das Land von den Osmanen zu befreien. In den vorausgegangenen Kämpfen von 1796 bis 1798 bekam er den Beinamen Karađorđe, Schwarzer Đorđe. 1807 errichteten die Aufständischen eine eigene Regierung. Ihre höchste Instanz war der große serbische Volksrat, der Sovjet praviteljstvujušči serbski, mit Karađorđe als Präsidenten.
1808 bekam er den Ehrentitel Vožd verliehen, was Anführer bzw. Heerführer bedeutet, ähnlich wie Wojwode. Bis 1813 eroberten die Osmanen Serbien zurück, Karađorđe floh nach Österreich. Einer der Unterführer, Miloš Obrenović, ergab sich zunächst den Osmanen, fiel dann aber wieder ab, und organisierte 1815 den Zweiten Serbischen Aufstand. Karađorđe kehrte 1817 nach Serbien zurück, um erneut die Führung zu übernehmen und einen neuen Aufstand vorzubereiten. Um seine Loyalität gegenüber dem osmanischen Sultan zu signalisieren und das Erreichte nicht zu riskieren, ließ Miloš Obrenović Karađorđe töten.
Nach der Absetzung der Fürsten Miloš und seines Sohnes Mihailo Obrenović durch das Parlament wurde Karađorđes Sohn Aleksandar Karađorđević 1842 serbischer Fürst. In einer politischen Krise musste er 1858 abdanken. Statt seiner wurde der greise Miloš Obrenović als Fürst wieder eingesetzt. Das Haus Karađorđević musste bis 1903 ins Exil.
Nach der Ermordung von Mihailo Obrenović 1868 folgte dessen Neffe Milan Obrenović IV., der 1882 das Königreich Serbien proklamierte und 1889 zu Gunsten seines Sohnes Aleksandar Obrenović abdankte. Aleksandar fiel im Juni 1903 einer Offiziersverschwörung zum Opfer, mit ihm endete die Dynastie des Hauses Obrenović und die Karađorđevićs kehrten wieder auf den Thron zurück.
Peter I. Karađorđević wurde 1903 von der serbischen Nationalversammlung zum König proklamiert. Peter regierte Serbien während des Ersten Weltkrieges. Für Skandale sorgte sein ältester Sohn Kronprinz Georg, der als Wortführer der aggressiven jüngeren Offizierskreise galt und wegen der brutalen Ermordung eines Bediensteten 1909 entmündigt wurde. Dessen Bruder Alexander I. Karađorđević übernahm zeitweilig die Regentschaft und folgte dem Vater 1921 als König des Königreiches der Serben, Kroaten und Slowenen nach.
Alexander I. führte 1929 nach einem Staatsstreich eine Königsdiktatur ein. 1929 verfügte er die Umbenennung des Staates in Königreich Jugoslawien. 1934 fiel er in Marseille einem Attentat zum Opfer. Da sein Sohn Peter II. noch minderjährig war, übernahm dessen Onkel Pavle Karađorđević als Regent die Herrschaft. Peter II. wurde im Jugoslawischen Staatsstreich 1941, kurz vor dem Überfall des Deutschen Reiches auf Jugoslawien, für volljährig erklärt und übernahm für kurze Zeit die Amtsgeschäfte, bevor er nach der Kapitulation der Armee mit der Regierung ins Exil fliehen musste. In London heiratete er 1944 die griechische Königstochter Alexandra, ihr Sohn Kronprinz Alexander wurde dort am 17. Juli 1945 geboren.
Nach kurzfristigen Rückkehrhoffnungen musste Peter II. im November 1945 auf den Thron verzichten und wanderte in die USA aus, wo er 1970 starb. Alexanders Familie wurde erst nach dem Sturz des Milošević-Regimes im Jahr 2000 die Rückkehr aus dem Exil erlaubt. Sie erhielten 2003 das Wohnrecht im Königlichen Schloss auf dem Dedinje. Alexander engagiert sich überparteilich für die Demokratisierung seiner Heimat und wirbt für Investitionen.

## Persönlichkeiten

### Regenten
- Đorđe Petrović; Fürst von Serbien 1804–1813
- Aleksandar Karađorđević; Fürst von Serbien 1842–1858
- Petar I. Karađorđević; Fürst von Serbien 1903–1918; König der Serben, Kroaten und Slowenen 1918–1921
- Aleksandar I.  Karađorđević; Fürst von Serbien 1916; König der Serben, Kroaten und Slowenen 1921–1929; König von Jugoslawien 1929–1934
- Petar II. Karađorđević; König von Jugoslawien 1934/1941–1945

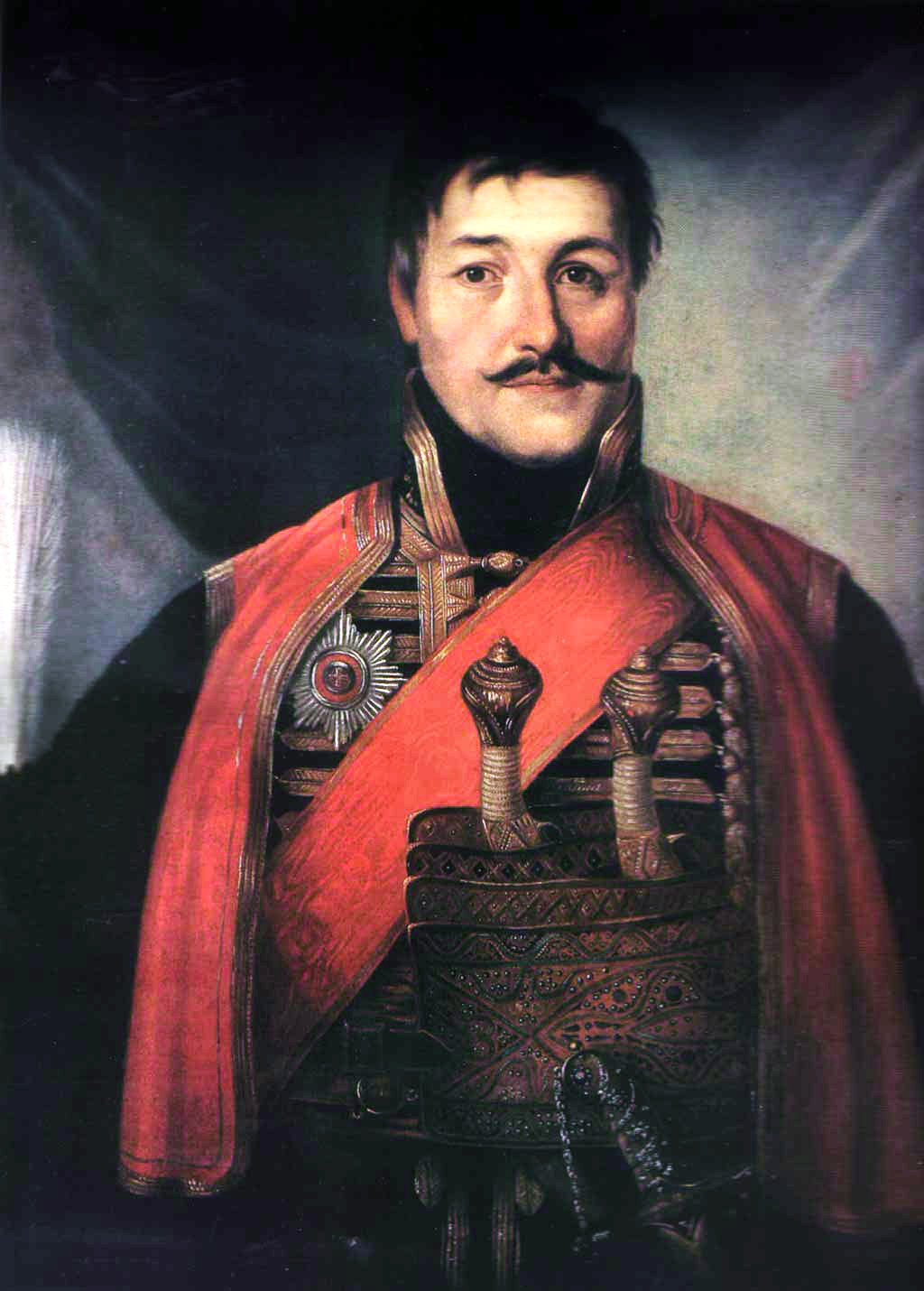
Đorđe Petrović, genannt Karađorđe (Schwarzer Đorđe) (1762–1817)
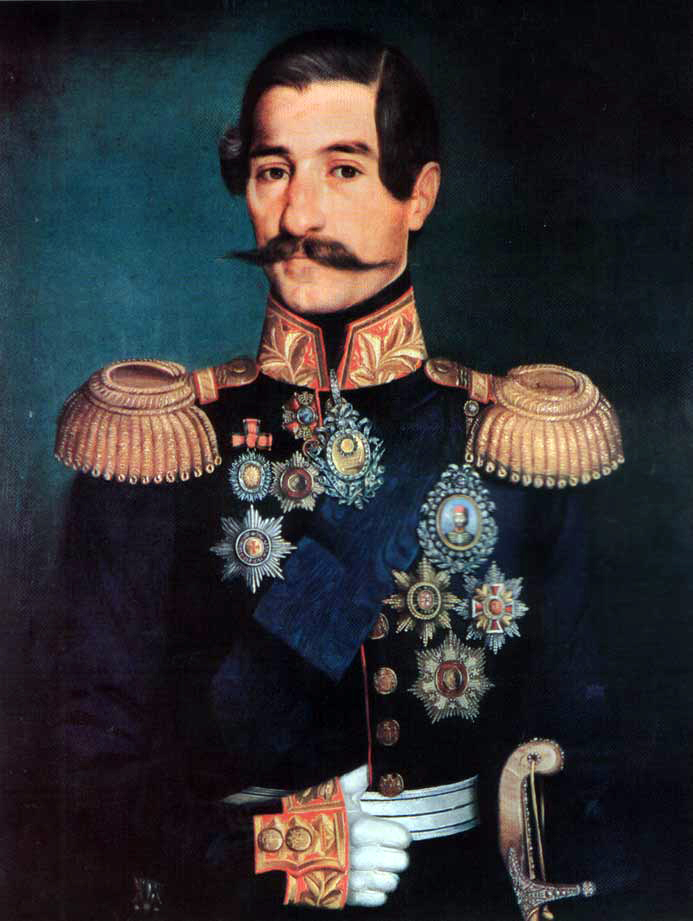
Aleksandar Karađorđević (1842–1858)
Petar I. Karađorđević (1844–1921)
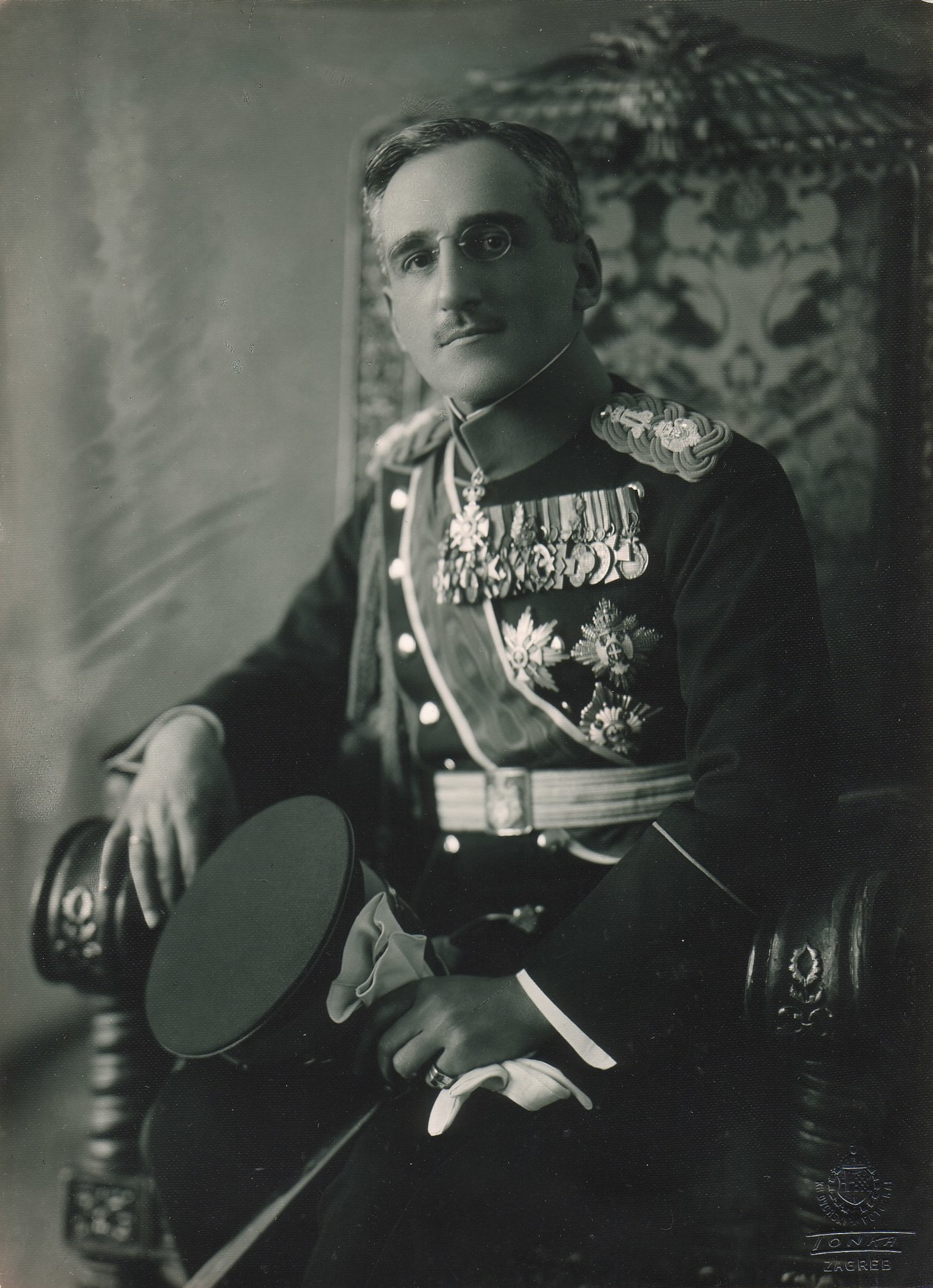
Aleksandar I.  Karađorđević (1888–1934)
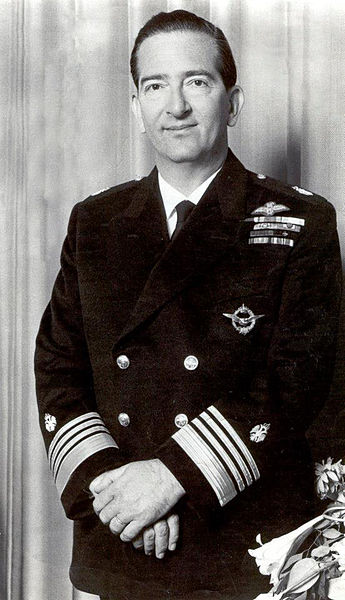
Petar II. Karađorđević (1923–1970)

### Chef des Hauses Karađorđević und Thronprätendent von Serbien
- Alexander von Jugoslawien (* 1945)

### Weitere Mitglieder des Hauses Karađorđević
- Daria Karađorđević (1859–1938), US-amerikanische Golferin und serbische Prinzessin
- Aleksa Karađorđević (1859–1920), serbischer Thronprätendent
- Tomislav Karađorđević (1928–2000), Prinz des Königreiches der Serben, Kroaten und Slowenen, siehe Tomislav von Jugoslawien